# Columbus (Illinois)
Columbus és una població dels Estats Units a l'estat d'Illinois. Segons el cens del 2000 tenia 112 habitants.

## Demografia
Segons el cens del 2000, Columbus tenia 112 habitants, 42 habitatges, i 34 famílies. La densitat de població era de 173 habitants/km².
Dels 42 habitatges en un 35,7% hi vivien nens de menys de 18 anys, en un 78,6% hi vivien parelles casades, en un 4,8% dones solteres, i en un 16,7% no eren unitats familiars. En el 14,3% dels habitatges hi vivien persones soles el 9,5% de les quals corresponia a persones de 65 anys o més que vivien soles. El nombre mitjà de persones vivint en cada habitatge era de 2,67 i el nombre mitjà de persones que vivien en cada família era de 2,91.
Per edats la població es repartia de la següent manera: un 24,1% tenia menys de 18 anys, un 8,9% entre 18 i 24, un 29,5% entre 25 i 44, un 19,6% de 45 a 60 i un 17,9% 65 anys o més.
L'edat mediana era de 36 anys. Per cada 100 dones de 18 o més anys hi havia 97,7 homes.
La renda mediana per habitatge era de 38.438 $ i la renda mediana per família de 38.125 $. Els homes tenien una renda mediana de 31.250 $ mentre que les dones 15.417 $. La renda per capita de la població era de 16.429 $. Aproximadament el 5,6% de les famílies i el 5,8% de la població estaven per davall del llindar de pobresa.

## Poblacions més properes
El següent diagrama mostra les poblacions més properes.